# Monacanthus ciliatus
Monacanthus ciliatus es una especie de peces de la familia Monacanthidae en el orden de los Tetraodontiformes.

## Morfología
Pueden llegar alcanzar los 20 cm de longitud total.

## Alimentación
Come plantas (incluyendo algas) y pequeños crustáceos.

## Depredadores
Es depredado por la lampuga ( Coryphaena hippurus ) (en Brasil) y por el atún de aleta amarilla ( Thunnus albacares ).

## Hábitat
Es un pez de mar de clima tropical y asociado a los  arrecifes de coral que vive hasta los 50 m de profundidad.

## Distribución geográfica
Se encuentra en el Atlántico occidental (desde Terranova - Canadá -,  Bermuda y el norte del Golfo de México hasta la Argentina.

## Observaciones
Es inofensivo para los humanos.